# Buciumeni (stație c.f.), Ungheni
Buciumeni este un sat-stație de cale ferată din cadrul comunei Buciumeni din Raionul Ungheni, Republica Moldova.